# گودزیلا ۲۰۰۰
گودزیلا ۲۰۰۰ (انگلیسی: Godzilla 2000) فیلمی در ژانر علمی–تخیلی است که در سال ۱۹۹۹ منتشر شد. از بازیگران آن می‌توان به نائومی نیشیدا و هیروشی آبه اشاره کرد.